# Lee Eisenberg
Lee Eisenberg (5 de abril de 1977) é um roteirista e produtor do cinema e televisão estadunidense. Ele geralmente trabalha com Gene Stupnitsky, com quem fundou a Quantity Entertainment.

## Biografia
Eisenberg nasceu em Needham, Massachusetts. Seu pai é um imigrante de Israel.
Em 2005, Eisenberg e Stupnitsky se juntaram à equipe da série de comédia The Office transmitida pela NBC, onde permaneceram da 2ª à 6ª temporada. Além de escrever, ele atuou como coprodutor executivo e dirigiu dois episódios com Stupnitsky, "The Lover" e "Michael Scott Paper Company", embora não seja referenciado como diretor do último, já que apenas uma pessoa pode ser creditada pela direção do episódio. Eles também dirigiram The Outburst, divulgada na web, e parte do universo de The Office. Também atuou como Gino, um dos entregadores da Vance Refrigeration, presente em algumas gravações.
Eisenberg e Stupnitsky escreveram um roteiro para Ghostbusters III que não foi usado na franquia. A dupla também escreveu o roteiro de Good Boys, lançado em 2019.